# 美花隔距兰
美花隔距兰（学名：Cleisostoma birmanicum）为兰科隔距兰属下的一个种。

## 扩展阅读
- 維基物種上的相關：美花隔距兰